# 쉐도우 맨 (2006년 영화)
쉐도우 맨(Shadow Man)은 미국에서 제작된 미하엘 쿠쉬 감독의 2006년 액션, 전쟁 영화이다. 스티븐 시걸 등이 주연으로 출연하였고 앤드류 스티븐스 등이 제작에 참여하였다.

## 출연

### 주연
- 스티븐 시걸
- 에바 포프

### 조연
- 이멜다 스턴톤
- 빈센트 리오타
- 마이클 엘윈
- 스카이 베넷

## 제작진
- 공동제작: 필립 B. 골드핀
- 미술: 크리스티안 코빈
- Ass-PD: 리처드 터너
- 배역: 질리언 하우저